# Cantone di Sarzeau
Il Cantone di Sarzeau era una divisione amministrativa dell'arrondissement di Vannes.
È stato soppresso a seguito della riforma complessiva dei cantoni del 2014, che è entrata in vigore con le elezioni dipartimentali del 2015.
Comprendeva i comuni di:
- Arzon
- Saint-Armel
- Saint-Gildas-de-Rhuys
- Sarzeau
- Le Tour-du-Parc